# John-R. Luck
John-R. Luck, né le 12 juin 1928 à Ottawa et mort le 25 juillet 1988 à Gatineau, est un homme d'affaires et homme politique québécois. Il est le maire de Gatineau de 1971 à 1975 et de 1975 à 1983. 

## Biographie
Né à Ottawa en 1928, John-R. Luck est le fils d'Alfred Luck et de Mary Katherine Bevan. Après ses études au collège Saint-Jean-Marie-Vianney de Gatineau, il épouse Jeanine Beauvais le 6 octobre 1951 et quatre enfants naissent de cette union.[réf. souhaitée]

## Hommages
Dans la ville de Gatineau, le parc John-R.-Luck et un édifice sont nommés en son honneur.